# Salecina
Salecina è una casa-vacanze autogestita e un centro di formazione che si trova a Maloja, nel cantone svizzero dei Grigioni, di proprietà dell'omonima fondazione nata il 12 luglio 1971.

## Storia

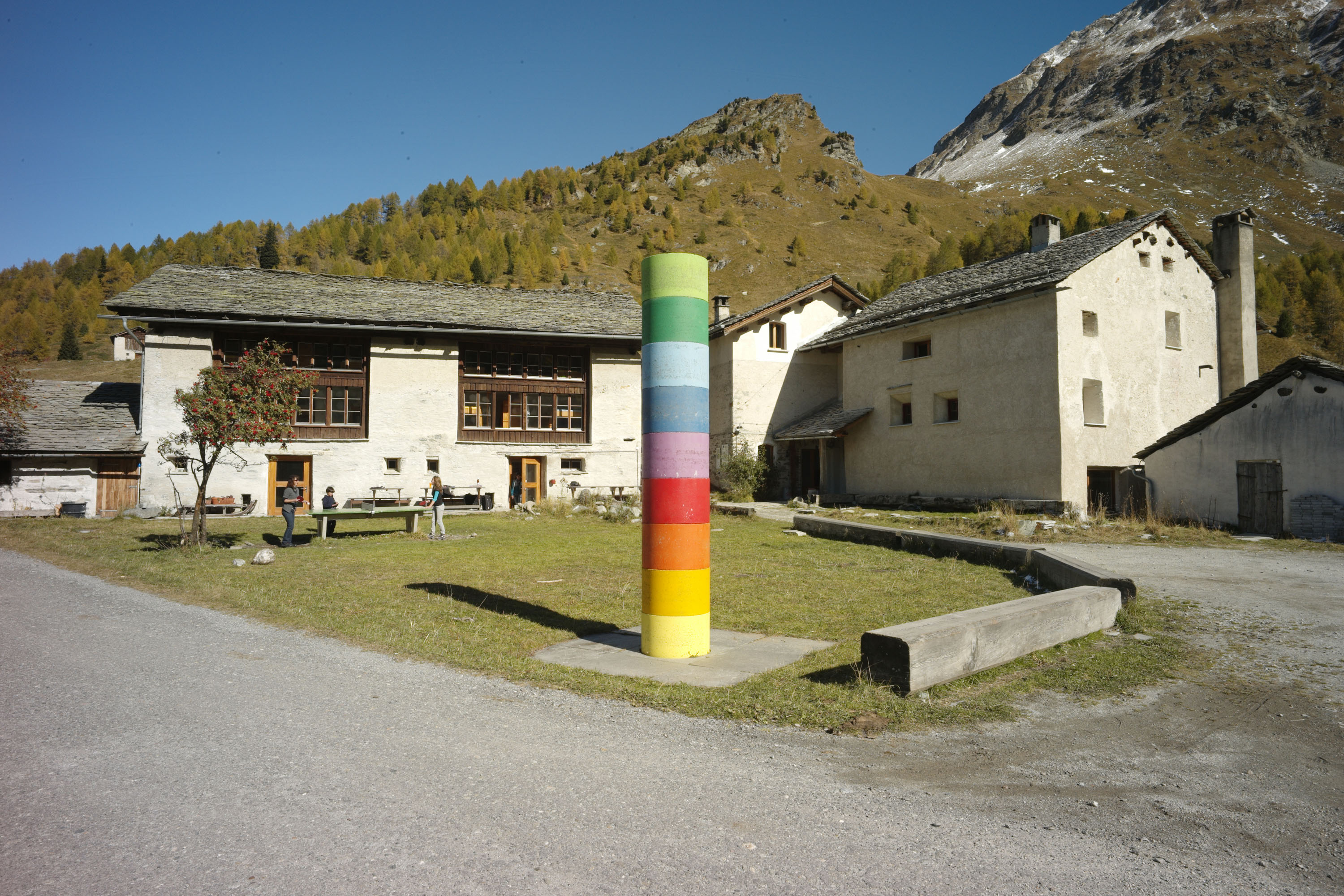
Salecina in autunno con Culur di Gottfried Honegger

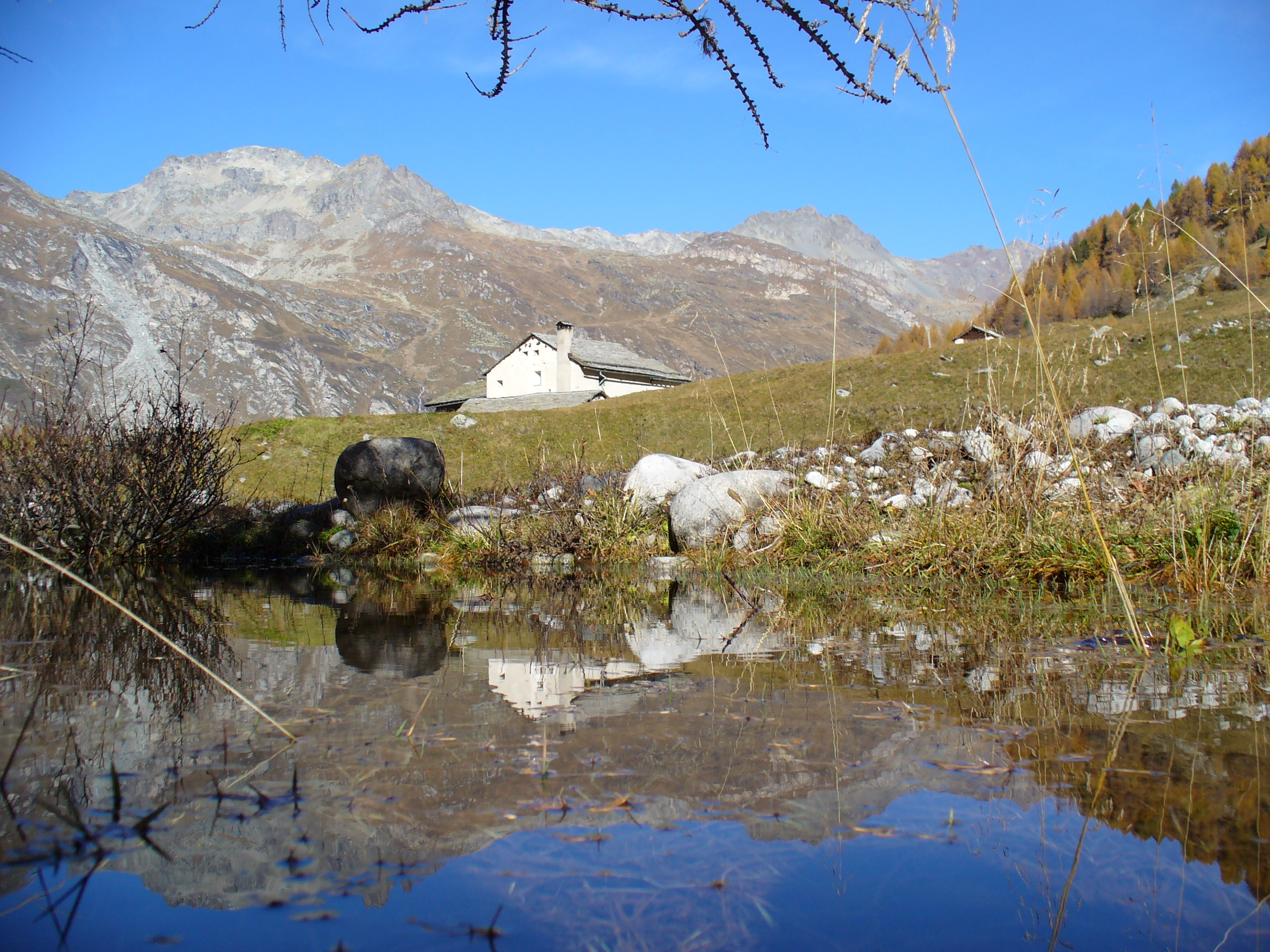
Rispecchiamento intorno a Salecina

La Casa si trova nella valle Orden, presso il ponte dell'Orlegna, ed è l'ultima costruzione abitata tutto l'anno che si incontra procedendo sulla via verso il ghiacciaio del Forno. La casa è composta da due edifici e dal centro di Maloja è raggiungibile a piedi in 20 minuti.
L'edificio principale è stato costruito alla fine del XVII secolo e il 28 dicembre 1971 una coppia di librai di Zurigo, Amalie Pinkus-De Sassi e Theo Pinkus, ha acquistato la struttura a nome della Fondazione Salecina. Si trattava di una fattoria di proprietà della famiglia Baldini e durante le due estati seguenti il lavoro di diversi volontari l'ha ristrutturata e trasformata in modo tale che molte persone vi potessero dormire e potessero avervi luogo seminari e manifestazioni.
Nei primi anni Salecina era frequentata principalmente da movimenti sindacalisti italiani, ma anche da gruppi politici tedeschi e svizzeri, che trovarono qui un luogo ideale per coniugare momenti di vacanza a momenti di formazione politica. Anche Herbert Marcuse, che passava abitualmente le sue vacanze in Engadina, prese parte a questi incontri. Max Frisch, dopo aver conosciuto la Casa attraverso Marcuse, nel 1976 donò alla Fondazione la metà di un premio in denaro collegato al Friedenspreis des Deutschen Buchhandels (premio dei librai tedeschi per la pace). A Salecina è nato anche il movimento anti-nucleare della Svizzera.

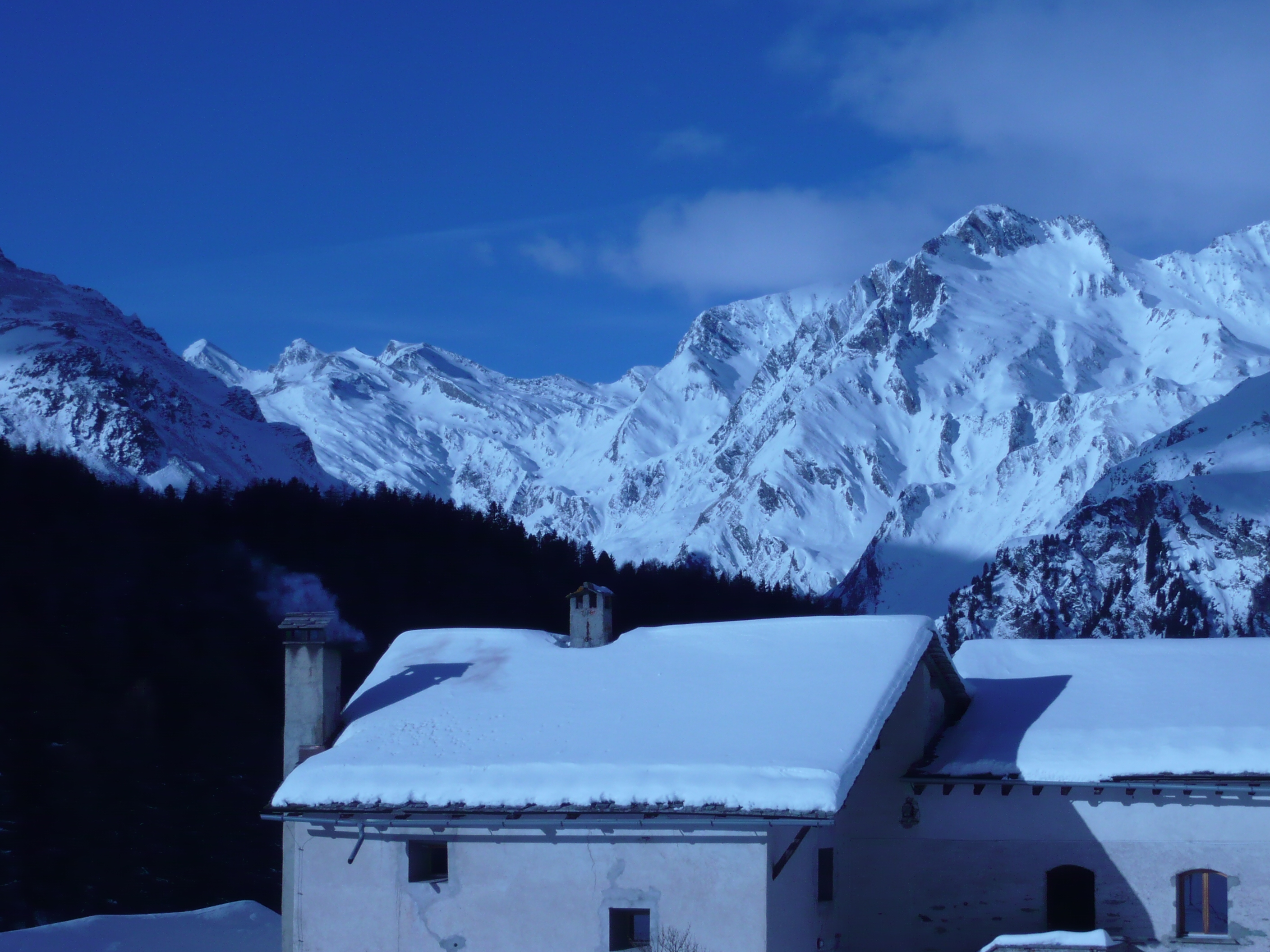
La casa principale di Salecina in inverno

Tra il 1982 e il 1983 ebbe luogo la ristrutturazione del fienile che fu poi adibito a dormitorio, in modo da lasciare più spazio ai seminari nell'edificio principale. Anche alcuni incontri della Geschichtswerkstatt (officine storiche tedesche) hanno avuto luogo a Salecina. Ancora oggi durante tutto l'anno si tengono a Salecina seminari politici, settimane sportive o culturali e corsi autogestiti.
A Salecina non c'è personale di servizio e tutti i lavori di casa sono autogestiti dagli ospiti. Inoltre a Salecina lavorano a turno quattro persone, che operano dietro le quinte per fare in modo che tutto funzioni al meglio, occupandosi per esempio degli aspetti burocratici e degli acquisti. A Salecina si tende da sempre a consumare prodotti locali e di stagione, il che, insieme ad altre attenzioni per l'ambiente, fa di Salecina un progetto precursore del turismo sostenibile. Nel prato davanti alla casa svetta l'installazione Culur di Gottfried Honegger, che fa da contrappunto ai pilastri colorati sulla diga per il bacino di contenimento Orden.

## Progetti analoghi
In Danimarca esiste un progetto simile a quello di Salecina: si tratta di Falsterhus, con cui Salecina è in contatto.